# Le Roi est mort, vive le Roi!
Le Roi est mort, vive le Roi! – trzeci album studyjny zespołu Enigma, wydany w 1996; zawiera 12 utworów.
Album w Polsce osiągnął status złotej płyty.

## Lista utworów
1. "Le Roi est mort, vive le Roi!" - 1:57
2. "Morphing Thru Time" - 5:47
3. "Third of Its Kind" - 0:19
4. "Beyond the Invisible" - 5:00
5. "Why!" - 4:59
6. "Shadows in Silence" - 4:21
7. "The Child in Us" - 5:06
8. "T N T for the Brain" - 4:26
9. "Almost Full Moon" - 3:26
10. "The Roundabout" - 3:38
11. "Prism of Life" - 4:55
12. "Odyssey of the Mind" - 1:40

## Single
- 1996 - "Beyond the Invisible" (Virgin Schallplatten GmbH)
- 1997 - "T.N.T. for the Brain" (Virgin Records)
- 1998 - "The Roundabout" (niewydany)

## Autorzy
- Michael Cretu (znany jako Curly M.C.) – producent nagrań, wokal
- Sandra – głos
- Peter Cornelius - gitara ("The Child In Us")
- David Fairstein – teksty
- Louisa Stanley – głos